# H7N3
H7N3 é um subtipo de Influenzavirus A, um género de ortomixovírus, que são os vírus responsáveis pela gripe. Este subtipo é um dos vários às vezes chamado de vírus da gripe aviária.